# San Giuda Taddeo ai Cessati Spiriti
San Giuda Taddeo ai Cessati Spiriti, även benämnd San Giuda Taddeo Apostolo, är en kyrkobyggnad och titelkyrka i Rom, helgad åt den helige aposteln Judas Taddaios. Kyrkan är belägen vid Largo Pietro Tacchi Venturi i quartiere Appio-Latino och tillhör församlingen San Giuda Taddeo Apostolo.
Kyrkans tillnamn ”Cessati Spiriti” kommer av den närbelägna Via dei Cessati Spiriti.

## Beskrivning
Kyrkan uppfördes år 1960 efter ritningar av arkitekten Giorgio Biuso. En genomgripande ombyggnad genomfördes åren 1994–1996 av arkitekterna Giorgio Forti och Roberto Spaccasassi. Interiörens konstverk är i huvudsak utförda av Oliviero Rainaldi.

## Titelkyrka
Kyrkan stiftades som titelkyrka av påve Franciskus år 2020.
Kardinalpräster
- Cornelius Sim: 2020–2021

## Bilder
| - Baptisteriet. - Sakramentskapellet. |

## Kommunikationer
- Tunnelbanestation Colli Albani – Roms tunnelbana, linje
- Busshållplats Menghini/Crivellucci – Roms bussnät, linje 87